# Yo, también
Pour plus de détails, voir Fiche technique et Distribution.
Yo, también est un film espagnol réalisé par Álvaro Pastor et Antonio Naharro, sorti le 21 juillet 2010 en France. L'expression espagnole « yo también » signifie « moi aussi » en français.

## Synopsis
Daniel, un homme de 34 ans atteint de trisomie 21, travaille dans un centre social à Séville. Il se lie avec une de ses collègues de travail, Laura.

## Fiche technique
- Titre : Yo, también
- Réalisation : Antonio Naharro et Álvaro Pastor
- Scénario : Antonio Naharro et Álvaro Pastor
- Producteurs : Manuel Gómez Cardeña, Julio Medem et Koldo Zuazua
- Producteurs exécutifs : Koldo Zuazua et Emilio González García
- Production : Alicia Produce et Promico Imagen
- Montage : Nino Martínez Sosa
- Costume : Fernando Garcia Marin
- Décors : Manuel Gómez Cardeña
- Musique : Guille Milkyway
- Photographie : Alfonso Postigo
- Son : Eva Valiño
- Distributeur : Happiness, en France
- Pays d'origine :  Espagne
- Langue : espagnol
- Genre : Comédie dramatique
- Format : couleur - 35 mm
- Durée : 103 minutes (1h43)
- Date de sortie : 
  - France - 21 juillet 2010

## Distribution
- Lola Dueñas : Laura
- Pablo Pineda : Daniel
- Antonio Naharro : Santi, le frère de Daniel
- Isabel Garcia Lorca : Mme Ángeles, la mère de Daniel
- Joaquín Perles : Pepe, le collègue attiré par Laura
- Maria Bravo : Reyes, la femme de Santi
- Lourdes Naharro : Luisa, la trisomique amoureuse
- Daniel Parejo : Pedro, le trisomique amoureux
- Consuelo Trujillo : Consuelo, la patronne de Daniel et Laura
- Ana De los Riscos : Macarena
- Teresa Arbolí : Rocío
- Ramiro Alonso : Quique
- Susana Monje : Nuria
- Pedro Álvarez-Ossorio : Bernabé
- Ana Peregrina : Encarni
- Catalina Lladó : Pilar

## Récompenses
- Prix d'interprétation féminine et masculine au Festival de Saint-Sébastien 2009 pour Lola Dueñas et Pablo Pineda[1]
- Goya de la meilleure actrice pour Lola Dueñas
- Prix du public au Festival international du film de Rotterdam[2].
- A fait en outre partie de la sélection officielle du Festival de Sundance.